# NGC 77
NGC 77 est une très vaste et lointaine galaxie lenticulaire située dans la constellation de la Baleine. NGC 77 a été découverte par l'astronome américain Frank Müller en 1889.

## Caractéristiques
Sa vitesse par rapport au fond diffus cosmologique est de 18 598 ± 36 km/s, ce qui correspond à une distance de Hubble de 274 ± 19 Mpc (∼894 millions d'al).